# Milking the Goatmachine

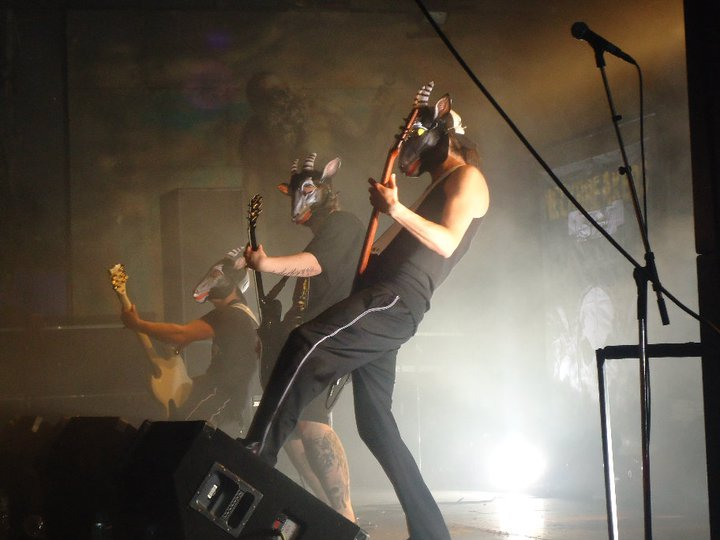
Een concert van Milking The Goatmachine

Milking The Goatmachine is een Duitse deathgrind-band die bestaat sinds 2008.
De bandleden zijn bekend onder de artiestennamen Goatleeb Udder (zang en drums) en Goatfreed Udder (gitaar en basgitaar). Live worden zij bijgestaan door Tony Goatara (gitaar) en Lazarus Hoove (basgitaar). De muziek is een mix tussen grindcore, thrash, en deathmetal. Live dragen de bandleden geitenmaskers, ook de artiestennamen, teksten, titels en cd-hoesjes zijn allen in meer of mindere mate door het thema 'geit' geïnspireerd.

## Albums
- 2009: Back From The Goats
- 2010: Seven... A Dinner For One
- 2011: Clockwork Udder
- 2013: Stallzeit
- 2015: Goatgrind